# Campina Grande (gemeente)
Campina Grande is een gemeente en na João Pessoa de grootste stad van de Braziliaanse staat Paraíba. Campina Grande heeft volgens het Instituto Brasileiro de Geografia e Estatística 410.332 inwoners en is daarmee de 57e stad van Brazilië. Het ligt op 120 km van de hoofdstad João Pessoa. 

## Aangrenzende gemeenten
De gemeente grenst aan Boa Vista, Boqueirão, Caturité, Fagundes, Lagoa Seca, Massaranduba, Pocinhos, Puxinanã, Queimadas en Riachão do Bacamarte.

## Verkeer en vervoer
De plaats ligt aan de noord-zuidlopende weg BR-104 tussen Macau en Maceió. Daarnaast ligt ze aan de wegen BR-230, BR-408, PB-095 en PB-138.

## Sport
De stad heeft twee grote voetbalclubs, Treze en Campinense, die beide in het Campeonato Paraibano spelen en qua succes enkel Botafogo uit João Pessoa moeten laten voorgaan. De clubs spelen ook geregeld in de lagere nationale reeksen.

## Geboren in Campina Grande
- Cândido Firmino de Mello-Leitão (1886-1948), zoöloog
- Marcelo dos Santos Paraiba, "Marcelinho" (1975), voetballer
- Givanildo Vieira de Souza (1986), voetballer
- Arthur Cabral (1998), voetballer